# Nesnášíme Boston
Nesnášíme Boston (v anglickém originále The Town) je 3. díl 28. řady (celkem 599.) amerického animovaného seriálu Simpsonovi. Scénář napsal Dave King a díl režíroval Rob Oliver. V USA měl premiéru dne 9. října 2016 na stanici Fox Broadcasting Company a v Česku byl poprvé vysílán 1. dubna 2017 na stanici Prima Cool.

## Děj
Homer jde do hospody U Vočka sledovat zápas v americkém fotbalu mezi Springfieldskými atomy a Bostonskými Američany. Homer s přáteli jsou naštvaní, když Boston vyhraje zápas za pomocí svého maskota (leč oficiálně registrovaného). Doma Homer prohlásí, že až uvidí nějakého fanouška Bostonu, přetrhne ho jako hada – o pár vteřin později ho překvapí rozjařený Bart s kšiltovkou Bostonu, který mu dává najevo, že nefandí rodným Atomům, naopak miluje Boston. Homer je na Barta naštvaný, ale rozhodne se ho vzít s sebou na projížďku Springfieldem, aby ho přesvědčil k fandění domácímu týmu. Bart odmítá a raději bude na straně vítězů. Homer je natolik rozhozený, že se rozhodne vzít rodinu na „znechucenou dovolenou“ do Bostonu, aby všem ukázal, jak hrozné místo to ve skutečnosti je.
Během návštěvy tržiště se Homer neúspěšně pokusí vyprovokovat Bostoňany; místo vyprovokování na něj však spadne stánek plný kejvaček. Jakmile mu přiběhnou na pomoc lékaři, Marge je ohromena místním zdravotnickým systémem; Lízu poté potěší místní vzdělanci. Homer s Bartem se vydají na candlepin bowling – když se Homer dozví, že v této verzi bowlingu má hráč tři pokusy, zamiluje se do něj i do samotného Bostonu. Vzdá se také „znechucené dovolené“ a rozhodne se užít si Boston s Bartem. V hotelu si Marge a Homer povídají o svých zážitcích a rozhodnou se do Bostonu přestěhovat; prohlásí, že tento krok bude jejich „třetím hodem“.
Simpsonovi se tedy přestěhují do Bostonu; Homer si najde práci bezpečáka v továrně na cukrovinky zvané NEKCO a Líza ráda navštěvuje soukromou školu Válečná zóna. Bart si však uvědomí, že v místní škole není místo pro rošťáky jako on, ale je vhodná hlavně pro lidi jako Líza. Rozhodne se najít způsob, jak přimět rodinu, aby se přestěhovala zpět do Springfieldu – vezme tedy rodinu na průvod Bostonských Američanů. Homer se snaží ovládnout svůj hněv, ale když ho požádají, aby si nasadil jejich kšiltovku, roztrhne ji na dvě části a nadává, že jsou to podvodníci. Simpsonovi se pak přestěhují zpátky do Springfieldu, kde se Marge na Homera zlobí, že kvůli němu přišli o příležitost bydlet v Bostonu. Dojdou však k tomu, že to rodině nevyšlo, protože za problémy může to, jací jsou, nikoliv kde jsou. Na konci dílu má Bart na hlavě čepici Springfieldských atomů a Líza má halucinace o Bostonu.

## Produkce
Prvotní anglický název dílu byl Patriot Games, jak bylo uvedeno na přebalu scénáře. Zřejmě v lednu 2016 byl však název změněn na The Town. Producent Matt Selman na Twitteru zveřejnil snímek ze smazané scény, ve které Bart sedí na sdíleném kole.
Epizoda Nesnášíme Boston byla na Foxu reprízována 12. února 2017, týden po Super Bowlu LI, kde New England Patriots porazili Atlantu Falcons 34:28 v historicky prvním zápase Super Bowlu, který dospěl do prodloužení. Jako easter egg bylo konečné skóre fotbalového zápasu Bostonských Američanů vs. Springfieldských atomů upraveno tak, aby odkazovalo na skutečný výsledek nedávného zápasu. Selman vysvětlil, že s tímto nápadem přišel jeho tým při sledování zápasu, když si uvědomil, že následující týden je naplánována repríza Nesnášíme Boston. Ačkoli šlo o vtip, Al Jean to vzal vážně. Dodal, že ačkoliv to nedává smysl, nemohli odolat. Úprava byla exkluzivní pro toto vysílání.

## Přijetí

### Sledovanost
Nesnášíme Boston dosáhl ratingu 1,5 a sledovalo ho 3,22 milionu diváků, čímž se stal nejsledovanějším pořadem stanice Fox toho večera.

### Kritika
Epizoda získala převážně pozitivní až neutrální recenze od kritiků. Dennis Perkins, kritik z The A.V. Clubu, udělil epizodě známku B. Ocenil zkušenosti scenáristy Davea Kinga z Harvardovy univerzity a sportovního blogu Fire Joe Morgan a pochválil také vynechání úvodních sekvencí, které tak poskytly čas samotnému příběhu. Bernardo Sim ze serveru Screen Rant označil díl jako nejlepší z 28. řady. Tony Sokol z webu Den of Geek dal dílu tři hvězdičky z pěti. Napsal, že „městské díly“ jsou vždy nakombinované (až na výlet Barta do Paříže) a Bart je podle něj „nejdůležitější součástí rodiny a jeho potřeby jsou potřebami rodiny“.

### Ocenění
Epizoda byla nominována na 69. ročníku Primetime Creative Arts Emmy Awards v kategorii Vynikající animovaný pořad, kde však zvítězil díl seriálu Bobovy burgery s názvem Bob Actually.